# Врождённые нарушения метаболизма стероидов
Врожденная нарушения метаболизма стероидов — врожденные состояния, вызванные нарушениями метаболизма из-за дефектов метаболизма стероидов.

## Типы
Существуют разнообразные состояния аномального стероидогенеза из-за генетических мутаций в стероидогенных ферментах, участвующих в процессе. Они включают в себя:

### Обобщенные
- Дефицит 20,22-десмолазы (P450scc): блокирует выработку всех стероидных гормонов из холестерина
- Недостаточность 3-бета-гидроксистероиддегидрогеназы: нарушает метаболизм гестагена и андрогена; предотвращает синтез эстрогенов, глюкокортикоидов и минералокортикоидов; вызывает дефицит андрогенов у мужчин и избыток андрогенов у женщин
- Недостаточности 17-альфа-гидроксилазы: ухудшает метаболизм гестагена; предотвращает синтез андрогенов, эстрогенов и глюкокортикоидов; вызывает избыток минералокортикоидов
- Дефицит цитохрома P450 оксидоредуктазы: предотвращает выработку многочисленных, но не всех половых стероидов, а также другие метаболические реакции

### Андроген- и эстроген-специфичные
- Изолированная недостаточность 17,20-лиазы: предотвращает синтез андрогена и эстрогена
- Недостаточность цитохрома b5: подтип изолированной недостаточности 17,20-лиазы; дополнительно приводит к повышению метгемоглобина и / или метгемоглобинемии
- Дефицит 17β-гидроксистероиддегидрогеназы III: нарушает обмен андрогена и эстрогена; приводит к дефициту андрогенов у мужчин и избытку андрогенов и дефициту эстрогенов у женщин
- Дефицит 5-альфа-редуктазы: предотвращает превращение тестостерона в дигидротестостерон; вызывает дефицит андрогенов у мужчин
- Дефицит ароматазы: предотвращает синтез эстрогена; вызывает избыток андрогенов у женщин
- Избыток ароматазы: вызывает чрезмерное превращение андрогенов в эстрогены; приводит к избытку эстрогена у обоих полов и дефициту андрогенов у мужчин

### Глюкокортикоид- и минералокортикоид-специфичный
- Недостаточности 21-гидроксилазы: предотвращает синтез глюкокортикоидов и минералокортикоидов; вызывает избыток андрогенов у женщин
- Недостаточности 11-бета-гидроксилазы: нарушает метаболизм глюкокортикоидов и минералокортикоидов; вызывает дефицит глюкокортикоидов и избыток минералокортикоидов, а также избыток андрогенов у женщин
- Синдром кажущегося избытка минералокортикоидов: нарушает метаболизм кортикостероидов; приводит к чрезмерной активности минералокортикоидов
- Дефицит 18-гидроксилазы: предотвращает синтез минералокортикоидов; приводит к дефициту минералокортикоидов
- Сверхактивность 18-гидроксилазы: ухудшает метаболизм минералокортикоидов; приводит к избытку минералокортикоидов

### Разные
Кроме того, существует несколько состояний аномального стероидогенеза из-за генетических мутаций в рецепторах, а не в ферментах, в том числе:
- Нечувствительность к гонадотропин-рилизинг-гормонам (GnRH): предотвращает синтез половых стероидов гонадами у обоих полов
- Нечувствительность к фолликулостимулирующему (ФСГ) гормону : предотвращает синтез половых стероидов с гонадами у женщин; вызывает проблемы с фертильностью у мужчин
- Нечувствительность к лютеинизирующему гормону (ЛГ): предотвращает синтез половых стероидов гонадами у мужчин; вызывает проблемы с фертильностью у женщин
- Сверхчувствительность к лютеинизирующему гормону (ЛГ): вызывает избыток андрогенов у мужчин, что приводит к преждевременному половому созреванию; женщины симптомов не проявляют

В медицинской литературе не было описано активирующих мутаций рецептора GnRH у людей, и был описан только один из рецепторов FSH, который представлен как бессимптомный.